# Mikymauzoleum
Mikymauzoleum — первый студийный альбом чешского исполнителя Яромира Ногавицы, вышедший в 1993 году. Диск записан и сведен в студии Карела Плихала в городе Оломоуц в феврале-мае 1993 г. Эта работа явилась большим прорывом для музыканта не только в творческом, но и в психологическом плане: Ногавица сумел избавиться от алкогольной зависимости и продолжить своё творчество, и диск стал своеобразным подтверждением того, что музыканту есть что сказать и после бархатной революции.

## Об альбоме
Несмотря на то, что Ногавица является автором всех песен, кроме музыки к песне «Mikymauz», которую он написал совместно с Карелом Плихалом, а также музыки к песне «Dolní Lhota», написанной совместно с Йозефом Стрейхлом, на этом диске он не играет ни на одном инструменте, а только исполняет песни. Аранжировку всех песен, которая была новаторской для того времени, также выполнил Карел Плихал. Песня «Hrdina nebo dezertér» была написана 5 октября 1985 года для театральной постановки по повести Валентина Распутина «Живи и помни» (Žij a nezapomínej), но спектакль так и не увидел свет.
На обложке диска использована фотография Йиндржиха Штрейта «Пожарные», на которой можно увидеть известного чешского барда Карела Крыла и Мирека Тополанека. Фоном для фотографии послужила линогравюра Михала Цихларжа, на которой в большом количестве изображены маленькие красные шорты. Первоначально помимо этого на ней были изображены мышиные лапки и хвосты, переплетающиеся друг с другом — своеобразный «парафраз» Микки Мауса, но за день до сдачи обложки в печать чешский представитель компании Walt Disney пригрозил крупным штрафом за использование образа мышонка, и таким образом обложка приняла свой окончательный вид.

## Список композиций
1. «Never more» — 3:41
2. «Margita» — 3:02
3. «Mikymauz» — 3:37
4. «Muzeum» — 2:55
5. «Gaudeamus igitur» — 3:41
6. «Na zídce staré kašny» — 3:03
7. «Sudvěj» — 4:43
8. «Svatební» — 2:43
9. «Hrdina nebo dezertér» — 3:05
10. «Dolní Lhota» — 1:49
11. «Peklo a ráj» — 2:31
12. «Sudičky» — 1:56
13. «Dál se háže kamením» — 3:50
14. «Vlaštovko leť» — 1:34

## Участники записи
- Яромир Ногавица: вокал (1-14)
- Карел Плихал: гитары (1-14), клавишные (1-14)
- Петр Римский: акустическая гитара (6)
- Яромир Поспишил: акустическая гитара (2)
- Роман Найдекр: гобой (8)
- Петр Фучик: кларнет (11)